# Diocesi di Ikot Ekpene
La diocesi di Ikot Ekpene (in latino Dioecesis Ikotekpenensis) è una sede della Chiesa cattolica in Nigeria suffraganea dell'arcidiocesi di Calabar. Nel 2021 contava 57.973 battezzati su 1.160.478 abitanti. È retta dal vescovo Camillus Raymond Umoh.

## Territorio
La diocesi comprende la parte occidentale dello Stato nigeriano di Akwa Ibom.
Sede vescovile è la città di Ikot Ekpene, dove si trova la cattedrale di Sant'Anna. Ad Abak sorge la procattedrale di San Giovanni.
Il territorio è suddiviso in 53 parrocchie.

## Storia
La diocesi è stata eretta il 1º marzo 1963 con la bolla Catholicae res di papa Giovanni XXIII, ricavandone il territorio dalla diocesi di Calabar (oggi arcidiocesi).
Originariamente suffraganea dell'arcidiocesi di Onitsha, il 26 marzo 1994 è entrata a far parte della provincia ecclesiastica di Calabar.

## Cronotassi dei vescovi
Si omettono i periodi di sede vacante non superiori ai 2 anni o non storicamente accertati.
- Dominic Ignatius Ekandem † (1º marzo 1963 - 19 giugno 1989 nominato arcivescovo, titolo personale, di Abuja)
- Camillus Archibong Etokudoh (1º settembre 1989 - 4 maggio 2009 nominato vescovo di Port Harcourt)
- Camillus Raymond Umoh, dal 16 luglio 2010

## Statistiche
La diocesi nel 2021 su una popolazione di 1.160.478 persone contava 57.973 battezzati, corrispondenti al 5,0% del totale.
| anno | popolazione | popolazione | popolazione | presbiteri | presbiteri | presbiteri | presbiteri                | diaconi | religiosi | religiosi | parrocchie |
| anno | battezzati  | totale      | %           | numero     | secolari   | regolari   | battezzati per presbitero | diaconi | uomini    | donne     | parrocchie |
| ---- | ----------- | ----------- | ----------- | ---------- | ---------- | ---------- | ------------------------- | ------- | --------- | --------- | ---------- |
| 1970 | 43.000      | 795.806     | 5,4         | 19         | 12         | 7          | 2.263                     |         | 7         | 11        | 13         |
| 1980 | 75.800      | 1.454.000   | 5,2         | 37         | 28         | 9          | 2.048                     | 4       | 40        | 47        | 13         |
| 1990 | 92.033      | 1.562.000   | 5,9         | 52         | 49         | 3          | 1.769                     |         | 22        | 79        | 18         |
| 1999 | 82.177      | 813.748     | 10,1        | 77         | 74         | 3          | 1.067                     |         | 21        | 106       | 30         |
| 2000 | 84.560      | 836.533     | 10,1        | 74         | 71         | 3          | 1.142                     |         | 12        | 112       | 30         |
| 2001 | 88.057      | 859.956     | 10,2        | 74         | 71         | 3          | 1.189                     |         | 34        | 115       | 33         |
| 2002 | 90.258      | 881.454     | 10,2        | 78         | 75         | 3          | 1.157                     |         | 36        | 83        | 33         |
| 2003 | 94.405      | 899.038     | 10,5        | 78         | 75         | 3          | 1.210                     |         | 34        | 82        | 33         |
| 2004 | 98.552      | 908.028     | 10,9        | 85         | 82         | 3          | 1.159                     |         | 36        | 89        | 35         |
| 2006 | 101.373     | 932.308     | 10,9        | 86         | 83         | 3          | 1.178                     |         | 36        | 91        | 36         |
| 2013 | 121.500     | 1.063.000   | 11,4        | 170        | 117        | 53         | 714                       |         | 89        | 77        | 43         |
| 2016 | 131.353     | 1.129.392   | 11,6        | 194        | 128        | 66         | 677                       |         | 97        | 87        | 51         |
| 2019 | 60.085      | 1.126.460   | 5,3         | 197        | 127        | 70         | 305                       |         | 106       | 88        | 53         |
| 2021 | 57.973      | 1.160.478   | 5,0         | 201        | 128        | 73         | 288                       |         | 187       | 96        | 53         |